# Sector las Cumbres
Sector las Cumbres är en ort i Mexiko.   Den ligger i kommunen Fresnillo och delstaten Zacatecas, i den centrala delen av landet, 600 km nordväst om huvudstaden Mexico City. Sector las Cumbres ligger 2 079 meter över havet och antalet invånare är 103.
Terrängen runt Sector las Cumbres är huvudsakligen platt, men söderut är den kuperad. Runt Sector las Cumbres är det ganska glesbefolkat, med 38 invånare per kvadratkilometer. Närmaste större samhälle är Fresnillo, 14,7 km sydost om Sector las Cumbres. Omgivningarna runt Sector las Cumbres är i huvudsak ett öppet busklandskap.